# Danh sách thành phố Togo

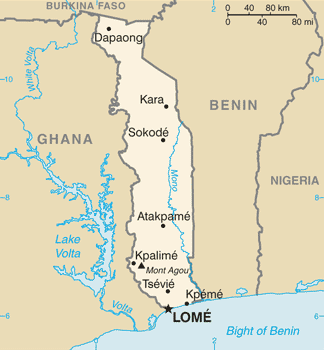
Bản đồ Togo

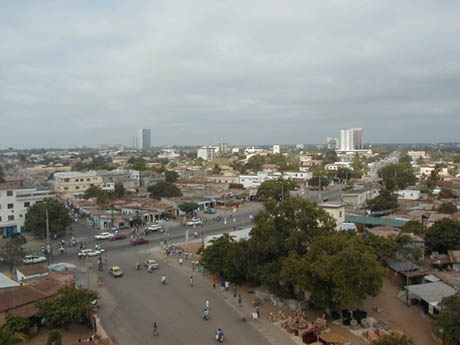
Lomé, Thủ đô Togo

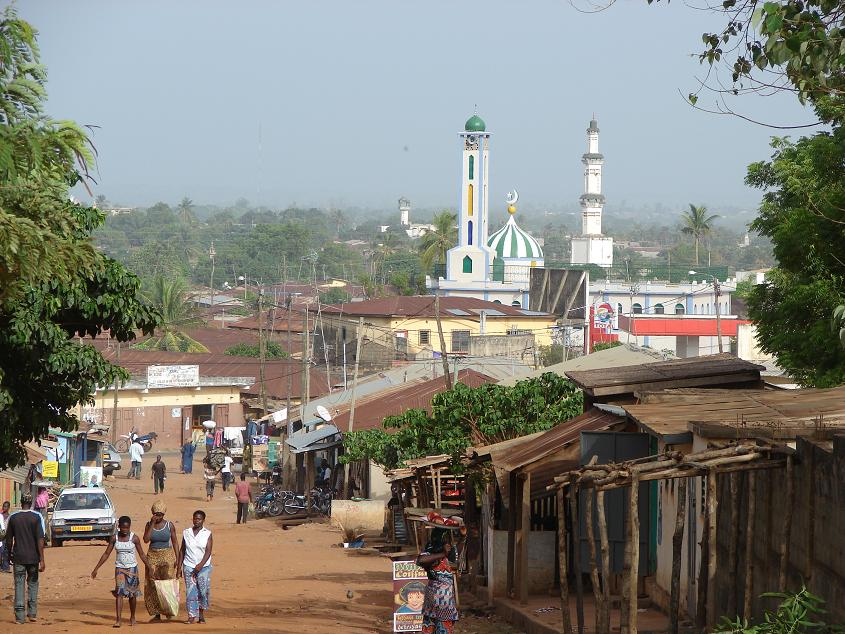
Sokodé

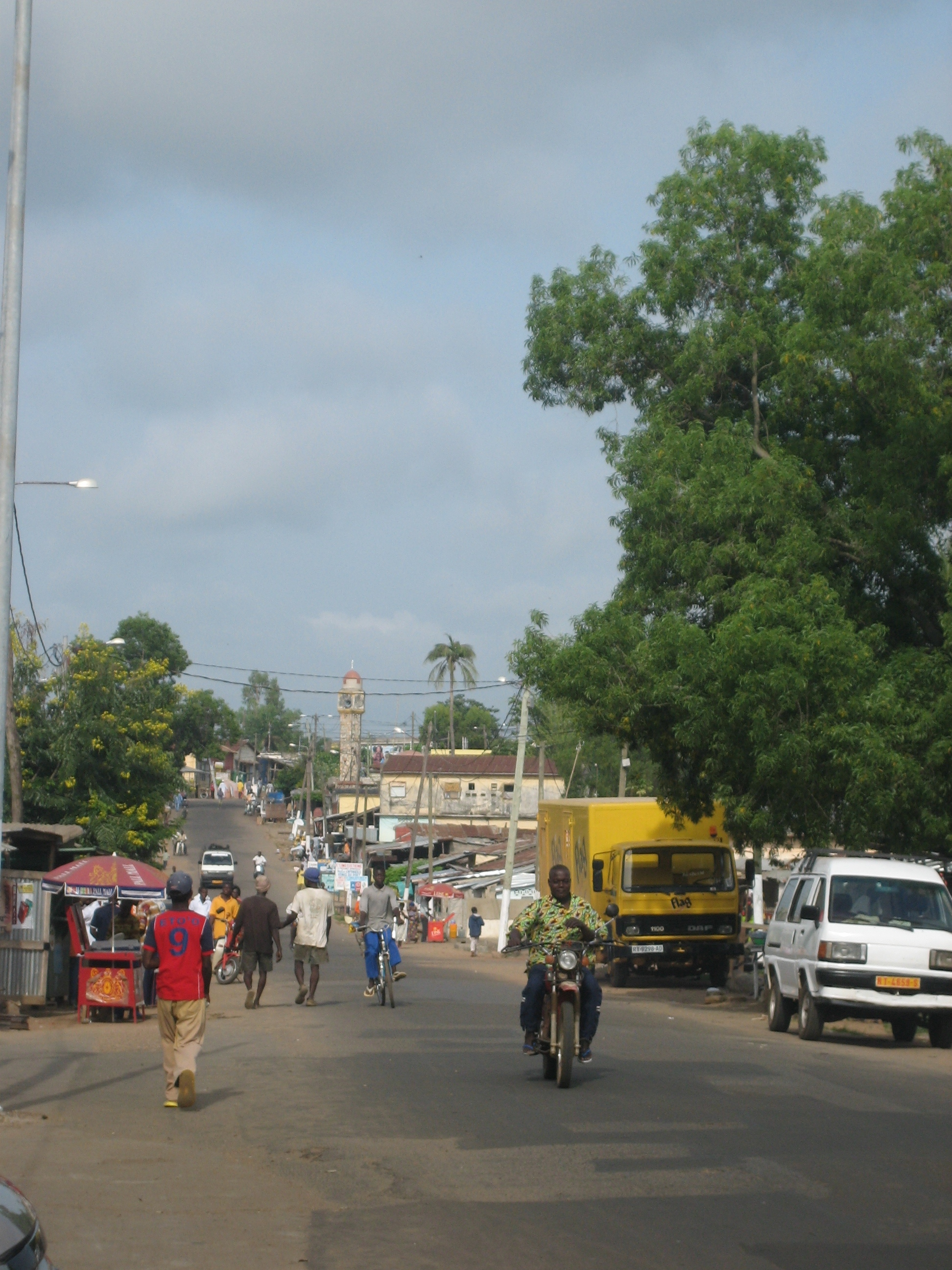
Kara

Đây là danh sách các thành phố và thị trấn ở Togo.

## Danh sách

### Theo dân số
| Thứ hạng | Thành phố  | Dân số điều tra 1981 | Dân số ước tính 2005 | Vùng     |
| -------- | ---------- | -------------------- | -------------------- | -------- |
| 1.       | Lomé       | 375,499              | 729,258              | Maritime |
| 2.       | Sokodé     | 45,660               | 117,811              | Centrale |
| 3.       | Kara       | 28,902               | 104,207              | Kara     |
| 4.       | Kpalimé    | 28,262               | 95,974               | Plateaux |
| 5.       | Atakpamé   | 24,139               | 80,683               | Plateaux |
| 6.       | Bassar     | 17,867               | 61,845               | Kara     |
| 7.       | Tsévié     | 20,480               | 55,775               | Maritime |
| 8.       | Aného      | 14,368               | 47,579               | Maritime |
| 9.       | Mango      | 12,894               | 37,748               | Savanes  |
| 10.      | Dapaong    | 16,939               | 33,324               | Savanes  |
| 11.      | Tchamba    | 12,911               | 25,668               | Centrale |
| 12.      | Niamtougou | 12,444               | 23,261               | Kara     |
| 13.      | Bafilo     | 12,060               | 22,543               | Kara     |
| 14.      | Notsé      | 8,916                | 22,017               | Plateaux |
| 15.      | Sotouboua  | 10,590               | 21,054               | Centrale |
| 16.      | Vogan      | 11,260               | 20,569               | Maritime |
| 17.      | Badou      | 8,111                | 20,029               | Plateaux |
| 18.      | Biankouri  |                      | 15,562               | Savanes  |
| 19.      | Tabligbo   | 7,526                | 13,748               | Maritime |
| 20.      | Kandé      | 6,134                | 11,466               | Kara     |
| 21.      | Amlamé     | 3,997                | 9,870                | Plateaux |
| 22.      | Galangachi |                      | 9,632                | Savanes  |
| 23.      | Kpagouda   | 4,112                | 7,686                | Kara     |

### Các địa danh khác
- Agbodrafo
- Togoville